# Mistrzostwa Polski w Podnoszeniu Ciężarów Mężczyzn 1999
Mistrzostwa Polski w Podnoszeniu Ciężarów Mężczyzn 1999 – 69. edycja mistrzostw, która odbyła się w Bydgoszczy w dniach 9–10 października 1999 roku. 

## Wyniki
| Konkurencja: | Złoto:                                      | Wynik             | Srebro:                               | Wynik             | Brąz:                                 | Wynik             |
| 56 kg        | Sławomir Ruszczyk Okęcie Warszawa           | 220 (90+130)      | Marcin Makarski LKS Terespol          | 220 (100+120)     | Henryk Rok Śląsk Tarnowskie Góry      | 215 (95+120)      |
| 62 kg        | Piotr Cecot Legia Warszawa                  | 260 (115+145)     | Marek Łobacz AZS-AWF Biała Podlaska   | 257,5 (115+142,5) | Arkadiusz Ratajczyk Zawisza Bydgoszcz | 252,5 (112,5+140) |
| 69 kg        | Jerzy Jaśniak Włókniarz Konstantynów Łódzki | 307,5 (130+177,5) | Robert Kondratiuk LKS Terespol        | 305 (145+160)     | Wojciech Natusiewicz Okęcie Warszawa  | 300 (130+170)     |
| 77 kg        | Andrzej Kozłowski Budowlani Opole           | 340 (155+185)     | Arkadiusz Smółka Mazovia Ciechanów    | 330 (150+180)     | Włodzimierz Chlebosz Śląsk Wrocław    | 330 (147,5+182,5) |
| 85 kg        | Krzysztof Siemion Budowlani Opole           | 360 (160+200)     | Andrzej Cofalik Śląsk Tarnowskie Góry | 360 (160+200)     | Mariusz Rytkowski Mazovia Ciechanów   | 350 (155+195)     |
| 94 kg        | Ireneusz Chełmowski Zawisza Bydgoszcz       | 377,5 (165+212,5) | Tadeusz Drzazga Mazovia Ciechanów     | 375 (170+205)     | Tomasz Wcisłak WKS Siedlce            | 362,5 (167,5+195) |
| 105 kg       | Szymon Kołecki Budowlani Opole              | 400 (172,5+227,5) | Grzegorz Kleszcz Budowlani Opole      | 390 (175+215)     | Robert Dołęga WLKS Siedlce            | 385 (170+215)     |
| +105 kg      | Paweł Najdek Legia Warszawa                 | 400 (175+225)     | Piotr Lepszy Śląsk Wrocław            | 380 (165+215)     | Piotr Wysocki Zawisza Bydgoszcz       | 380 (170+210)     |